# 南北首脳会談 (2018年9月)
2018年9月南北首脳会談（2018ねん9月なんぼくしゅのうかいだん）は、2018年9月18日から20日まで北朝鮮の平壌で開催された、朝鮮民主主義人民共和国（北朝鮮）の国務委員会委員長（朝鮮労働党委員長）・金正恩と大韓民国（韓国）の大統領・文在寅の両者により行われた3回目の首脳会談で通算では5回目の首脳会談である。

## 概要
韓国の文在寅大統領が2018年9月18日から2泊3日の日程で平壌を訪問し、18日と19日に金正恩と首脳会談を行った。初日の会談は朝鮮労働党中央委員会本部庁舎で、2日目の会談は百花園迎賓館で行われた。
9月19日の会談では、非武装地帯をはじめとする対峙地域での軍事的な敵対関係終息を朝鮮半島の全地域での実質的な戦争の危険の除去と根本的な敵対関係の解消につなげていくこと、年内に南北を結ぶ東・西海線の鉄道および道路連結のための着工式を行うこと、条件が整い次第、開城工業団地と金剛山観光事業を再開すること、金剛山地域の離散家族常設面会所を早いうちに開所すること、東倉里エンジン試験場とミサイル発射台を関係国専門家たちの参観の下に優先して永久的に廃棄すること、金正恩が近い日時にソウルを訪問すること、などを内容とする共同宣言を発表した。

## 両首脳の白頭山登頂
文在寅大統領らは首脳会談終了後の9月20日に平壌から北部・両江道にある白頭山に移動して金正恩と合流し、白頭山登頂を行った後に帰国した。北朝鮮で『革命の聖地』とされる白頭山に韓国大統領が登頂したのは史上初であり、登山が趣味の文在寅はかねてから白頭山を訪れてみたいと公言していたが、金正恩の提案で登頂が実現したという。